# 三叶海棠
三叶海棠（学名：Malus sieboldii）为蔷薇科苹果属的植物。分布于日本、朝鲜以及中国大陆的山东、辽宁、四川、广东、贵州、广西、江西、福建、甘肃、湖南、湖北、浙江、陕西等地，生长于海拔150米至2,000米的地区，多生长在生山坡杂木林及灌木丛中，目前已由人工引种栽培。

## 别名
山茶果（山东土名），野黄子、山楂子（贵州土名）

## 參閱
- 蟲屎茶(Insect tea)

## 外部連結
维基共享资源上的相關多媒體資源：三叶海棠